# Стак-Скерри
Стак-Скерри (англ. Stack Skerry, Sule Stack) — отдалённый необитаемый остров или скала на севере Шотландии. Расположен в 75 км к востоку от Северной Роны, в 66 км к западу от Оркнейских островов и в 10 км от Сул-Скерри.
Сложен льюисовыми гнейсами, служит местом гнездования многочисленных морских птиц, включая бакланов, атлантических тупиков и др., вследствие чего является охраняемым районом.